# Franšiza
Franšiza je vrsta poslovnog modela u kojem davatelj franšize prepušta primatelju franšize pravo na korištenje svog brenda i podučava ga svom načinu poslovanja. Zauzvrat, primatelj franšize na sebe preuzima odgovornost otvaranja i vođenja poslovnice.
Na ovaj način davatelj franšize dobiva priliku lako i relativno brzo proširiti svoj brend na tržištu bez da se mora brinuti o logistici i zapošljavanju novih zaposlenika, dok primatelj franšize dobiva pristup davateljevom znanju i resursima i ulaže u posao koji je dokazano profitabilan.
Međutim, primatelj franšize također se obvezuje davatelju isplaćivati tantijeme na godišnjoj razini, a za ulazak u posao davatelj će najčešće zahtijevati i uplaćivanje jednokratne naknade.

## Vrste franšiza
Opisani odnos opisuje tzv. direktne franšize, a višestruke franšize funkcioniraju na istom principu. Jedina je razlika da davatelj surađuje s više primatelja franšize odjednom.
Međutim, postoji još jedna vrsta franšiznog odnosa koja se zove master franšiza. U ovom slučaju se između davatelja i primatelja franšize javlja još jedna spona - master franšizer.
Radi se o subjektu na kojeg davatelj zapravo prenosi većinu svojih ovlasti i master franšizer tada de facto postaje davatelj franšize za neko područje ili regiju - master franšizer pronalazi primatelje franšize i ubire od njih tantijeme i naknade i dogovoreni dio prosljeđuje davatelju franšize. 
Master franšizere najčešće će tražiti velike međunarodne korporacije koje se planiraju proširiti na tržište na kojem još nisu prisutni. Angažiranje master franšizera u tom slučaju može puno pomoći jer će se najvjerojatnije raditi o poslovnom subjektu koji dolazi upravo s tog ciljanog tržišta. Samim time, master franšizer bit će bolje upoznat s navikama, trendovima i pravilima koja na tom novom tržištu vladaju i moći će prije stvoriti mrežu novih primatelja franšize. 
Još jedan oblik franšize su regionalna zastupništva, no ovo je zapravo puno slabiji oblik franšiznog odnosa. Naime, regionalni zastupnik nema pravo potpisivati ikakve ugovore u ime davatelja franšize, već mu je zadatak samo spojiti dvije strane.
Regionalni zastupnici bavit će se i marketingom, ali i obukom potencijalnih primatelja, no zbog relativno malih ovlasti koje imaju, davatelj franšize zadržava potpunu kontrolu nad stvaranjem svoje mreže primatelja franšize.

## Prednosti i mane
Franšiza kao poslovni model ima mnogo prednosti, ali i neke mane. Glavna prednost je smanjeni rizik za sve uključene strane - davatelj ne mora ulagati vrijeme i resurse u otvaranje novih poslovnica, a opet ostvaruje prihod, dok primatelj ulazi u posao koji je dokazano uspješan.
Međutim, opasnost za davatelja franšize je da novi primatelj može, po isteku franšiznog ugovora, odlučiti pokrenuti vlastiti posao i time postati direktna konkurencija. S druge strane, primatelj obično mora uložiti značajna sredstva prije nego uopće pokrene posao i na njemu leži odgovornost uspješnog vođenja poslovnice.